# Afrixalus delicatus
Afrixalus delicatus és una espècie de granota de la família dels hiperòlids que viu a Kenya, Malawi, Moçambic, Somàlia, Sud-àfrica, Tanzània i, possiblement també, Eswatini.
Està amenaçada d'extinció per la pèrdua del seu hàbitat natural.